# Valentina Gottardi
Valentina Gottardi (Modena, 19 novembre 2002) è una giocatrice di beach volley italiana.

## Biografia
Ha rappresentato l'Italia ai Giochi olimpici di Parigi 2024, in coppia con Marta Menegatti, dove è stata eliminata agli ottavi del torneo ad eliminazione diretta, dalle statunitensi Sara Hughes e Kelly Cheng. 
Un mese dopo, sempre con Marta Menegatti, ha vinto l'argento agli europei dell'Aja 2024.
Intrattiene une relazione sentimentale con Samuele Cottafava, anche lui giocatore di beach volley di caratura internazionale.